# HMS E47
HMS E47 – brytyjski okręt podwodny typu E. Zbudowany w latach 1915–1916. Budowę rozpoczęto w Fairfield Shipbuilding and Engineering Company, Govan a dokończono w Armstrong Whitworth, Newcastle upon Tyne. Okręt został wodowany 19 maja 1916 roku i rozpoczął służbę w Royal Navy 1 października 1916. Pierwszym dowódcą został Lt. E. Carre.
W 1916 roku należał do Dziewiątej Flotylli Okrętów Podwodnych (9th Submarine Flotilla) stacjonującej w Harwich.
W drugiej połowie sierpnia 1917 roku wraz z 3 innymi okrętami podwodnymi, E47 został skierowany na Morze Północne w obszar pomiędzy Rotterdamem, a Helgoland. Okręt z tego patrolu nie powrócił i został uznany za zaginiony.
W 2002 roku wrak okrętu HMS E47 został odkryty przez ekipę płetwonurków z Divingteam Noordkaap z Vlieland około 11 km od wyspy Texel.